# جان براملی
جان براملی (انگلیسی: John Bramley؛ زادهٔ 1898) بازیکن فوتبال اهل بریتانیا است.
از باشگاه‌هایی که در آن بازی کرده‌است می‌توان به باشگاه فوتبال منزفیلد تاون و باشگاه فوتبال برادفورد سیتی اشاره کرد.